# Monocercops thoi
Monocercops thoi là một loài bướm đêm thuộc họ Gracillariidae. Nó được tìm thấy ở Malaysia (Selangor).
Sải cánh dài 8.3-9.7 mm.
Ấu trùng ăn Castanopsis inermis. Chúng ăn lá nơi chúng làm tổ.